# Айдън (вилает)
Вижте пояснителната страница за други значения на Айдън.
Айдън (на турски: Aydın) е вилает в Югозападна Турция. Административен център е град Айдън (население 150 000 души, 2000). Заема площ от 7922 km2 и е един от малките вилаети в страната. Телефонният код е 256. Има население 950 000 души.

## География
На запад граничи с Егейско море, на север с вилаета Измир, на североизток с вилаета Маниса, на изток с вилает Денизли и с вилает Мула. Северната граница на областта минава през планината Айдън, която има няколко високи над 1800 m върха. Планината Айдън е успоредна на река Меандър.
Айдън е свързан с близо тримилионния град на брега на Бяло море Измир чрез Европейски път E87, а между тях се намират Селджук и Ефес. Пътят продължава навътре в страната и свързва областта с известния туристически район Анталия на южното турско крайбрежие. Айдън се пресича и от жп линия.
В централната част на областта се намира град Айдън, който има население около 150 000 души. Разположен на 80 км източно от Бяло море, той се намира в долината на река Меандър, която е дълга около 550 км.
Меандър прекосява цялата област в посока изток-запад. Повечето градове във вилаета са разположени именно в нейната долина.

## История
В древността регионът е бил граница на Кария с Лидия и Фригия. Между днешните Сьоке и Айдън се е намирал древният град Меандрийска Магнезия. 2 км северозападно от гр. Султанхисар се намират останките от древния град Ниса.
Около 15 км северно и южно от устието на река Меандър се намират останките и храмовете на древните градове съответно Приена и Дидим.
В днешния вилает се е намирал древният град Ефес, отначало йонийска колония, а по-късно административен център на римската провинция Азия.
По време на тюркското нашествие в земите на областта възниква бейлика Айдън, чието име носи областта. Бейлика Айдън развива агресивна политика в района на Егейско море и в района на Източна Тракия. Жертва на тази политика става и държавицата на българския феодал Момчил.

## Околии
Вилаетът е разделен на 17 околии, които от своя страна се разделят на общини. Околиите носят имената на главните им градове, които са: Боздоан, Бухаркент, Герменджик, Дидим, Енипазар, Ефелер, Инджирлиова, Караджасу, Карпузлу, Кочарлъ, Кушадасъ, Куюджак, Кьошк, Назили, Султанхисар, Сьоке, Чине.

## Население
Численост на населението според преброяванията през годините:
| Година | Численост |
| 1990   | 824 816   |
| 2000   | 950 757   |
| 2011   | 999 131   |

## Личности
- Родени в днешния вилает
  - Аднан Мендерес (1899 – 1961), политик и министър-председател на Турция (1950 – 60), роден в град Айдън